# Florian Alt
Florian Alt (Gummersbach, Alemania, 30 de abril de 1996) es un piloto de motociclismo alemán que participa en el IDM Superbike Championship a bordo de una Yamaha YZF-R1 del equipo Team YAMAHA MGM y en el Campeonato Mundial de Motociclismo de Resistencia a bordo de una Yamaha YZF-R1 del equipo Yamaha Viltaïs Experience.

## Resultados

### Red Bull MotoGP Rookies Cup

#### Carreras por año
| Temp. | 1       | 2         | 3       | 4         | 5       | 6         | 7        | 8       | 9       | 10       | 11      | 12       | 13      | 14      | 15      | Pos. | Pts. |
| ----- | ------- | --------- | ------- | --------- | ------- | --------- | -------- | ------- | ------- | -------- | ------- | -------- | ------- | ------- | ------- | ---- | ---- |
| 2011  | JER 1 5 | JER 2 Ret | EST 1   | EST 2     | SIL 1 8 | SIL 2 Ret | ASS 1 17 | ASS 2 3 | MUG 6   | SAC 1 14 | SAC 2 2 | BRN 1 11 | BRN 2 8 | MIS 1   |         | 6.º  | 105  |
| 2012  | JER 1 1 | JER 2 Ret | EST 1 2 | EST 2 Ret | SIL 1 1 | SIL 2 4   | ASS 1 1  | ASS 2 1 | SAC 1 5 | SAC 2 4  | BRN 1 3 | BRN 2 4  | MIS 5   | ARA 1 3 | ARA 2 2 | 1.º  | 233  |

### Campeonato del mundo de motociclismo

#### Por temporada
| Temp. | Cat.  | Moto      | Equipo                   | Carreras | Victorias | Podios | Poles | V.Ráp. | Pts. | Pos. |
| ----- | ----- | --------- | ------------------------ | -------- | --------- | ------ | ----- | ------ | ---- | ---- |
| 2013  | Moto3 | Kalex KTM | Kiefer Racing            | 12       | 0         | 0      | 0     | 0      | 0    | NC   |
| 2015  | Moto2 | Suter     | E-Motion IodaRacing Team | 17       | 0         | 0      | 0     | 1      | 0    | NC   |
| Total |       |           |                          | 29       | 0         | 0      | 0     | 1      | 0    |      |

#### Carreras por año
(Carreras en negrita indica pole position, carreras en cursiva indica vuelta rápida)
| Año  | Clase | Moto      | 1      | 2       | 3       | 4       | 5      | 6       | 7      | 8       | 9       | 10     | 11      | 12      | 13      | 14      | 15     | 16      | 17     | 18     | Pos. | Pts. |
| ---- | ----- | --------- | ------ | ------- | ------- | ------- | ------ | ------- | ------ | ------- | ------- | ------ | ------- | ------- | ------- | ------- | ------ | ------- | ------ | ------ | ---- | ---- |
| 2013 | Moto3 | Kalex KTM | QAT 25 | AME Ret | SPA Ret | FRA Ret | ITA    | CAT DNS | NED 30 | GER 29  | IND 18  | CZE 27 | GBR 25  | RSM Ret | ARA Ret | MAL DNS | AUS    | JPN     | VAL 26 |        | NC   | 0    |
| 2015 | Moto2 | Suter     | QAT 21 | AME 25  | ARG 25  | SPA 24  | FRA 23 | ITA 24  | CAT 21 | NED Ret | GER DNS | IND 19 | CZE Ret | GBR 24  | RSM 22  | ARA 21  | JPN 21 | AUS Ret | MAL 26 | VAL 20 | NC   | 0    |

### IDM Superbike Championship

#### Carreras Por Año
(Carreras en negrita indica pole position, carreras en cursiva indica vuelta rápida)
| Año  | Marca  | Equipo          | 1     | 1       | 2     | 2     | 3     | 3     | 4     | 4       | 5     | 5     | 6     | 6     | 7     | 7     | 8     | 8     | Pos. | Pts. |
| Año  | Marca  | Equipo          | R1    | R2      | R1    | R2    | R1    | R2    | R1    | R2      | R1    | R2    | R1    | R2    | R1    | R2    | R1    | R2    | Pos. | Pts. |
| ---- | ------ | --------------- | ----- | ------- | ----- | ----- | ----- | ----- | ----- | ------- | ----- | ----- | ----- | ----- | ----- | ----- | ----- | ----- | ---- | ---- |
| 2016 | Yamaha | Team YAMAHA MGM | E-L 3 | E-L 4   | NÜR 3 | NÜR 5 | E-L 2 | E-L C | ZOL 4 | ZOL Ret | S-D 3 | S-D 3 | ASS 2 | ASS 2 | E-L 2 | E-L 1 | HOC 1 | HOC 2 | 2.º  | 251  |
| 2017 | Yamaha | Team YAMAHA MGM | NÜR 3 | NÜR Ret | ZOL 4 | ZOL 5 | S-D 2 | S-D 5 | ASS 2 | ASS 12  | E-L 6 | E-L 2 | OSC   | OSC   | HOC   | HOC   |       |       | 2.º* | 125* |

- * Temporada en curso.

### Copa Mundial de Motociclismo de Resistencia

#### Por temporada
| Temp.   | Cat. | Moto   | Equipo                    | Carreras | Victorias | Podios | Poles | V.Rap. | Pts. | Pos. |
| ------- | ---- | ------ | ------------------------- | -------- | --------- | ------ | ----- | ------ | ---- | ---- |
| 2016-17 | SST  | Yamaha | Yamaha Viltaïs Experience | 3        | 0         | 3      | 0     | 0      | 53   | 6.º  |
| 2017-18 | SST  | Yamaha | Yamaha Viltaïs Experience | 0        | 0         | 0      | 0     | 0      | -    | -º   |
| Total   |      |        |                           | 3        | 0         | 3      | 0     | 0      | 53   |      |

#### Carreras Por Año
(Carreras en negrita indica pole position, carreras en cursiva indica vuelta rápida)
| Temp.   | Moto   | 1              | 2                | 3                | 4                | 5   | Pos. | Pts. |
| ------- | ------ | -------------- | ---------------- | ---------------- | ---------------- | --- | ---- | ---- |
| 2016-17 | Yamaha | BDO            | LMS Gral:9 Cls:3 | OSC Gral:8 Cls:3 | SLR Gral:6 Cls:2 | SUZ | 6.º  | 53   |
| 2017-18 | Yamaha | BDO Gral: Cls: | LMS Gral: Cls:   | SLR Gral: Cls:   | OSC Gral: Cls:   | SUZ | -º   | -    |